# Asiatische Keiljungfer
Die Asiatische Keiljungfer (Gomphus flavipes) ist eine Libellenart aus der Familie der Flussjungfern (Gomphidae). In der Fachliteratur wird schon länger eine Abtrennung von der angestammten Gattung Gomphus in ein eigenständiges Taxon Stylurus diskutiert, mittlerweile auf der Grundlage molekularer Studien auch als bestätigt angesehen und daher zunehmend praktiziert. Der wissenschaftliche Name lautet demzufolge jetzt Stylurus flavipes. Um diese Umsortierung und Trennung von den eigentlichen Keiljungfern auch im deutschsprachigen Namen abzubilden, wurde dazu die Bezeichnung Eurasische Keulenjungfer neu eingeführt.
Diese gelb-schwarz gefärbte Großlibelle (Anisoptera) besiedelt Mittel- und Unterläufe größerer Flüsse, die noch nicht übermäßig verbaut und kanalisiert sind. In Mitteleuropa tritt sie insgesamt nur selten auf, ist aber trotz des etwas irreführenden deutschen Artnamens eine autochthone, einheimische Art. Der aus dem Griechischen und Lateinischen zusammengesetzte wissenschaftliche Name bedeutet so viel wie „gelbfüßiger Keil“.

## Merkmale

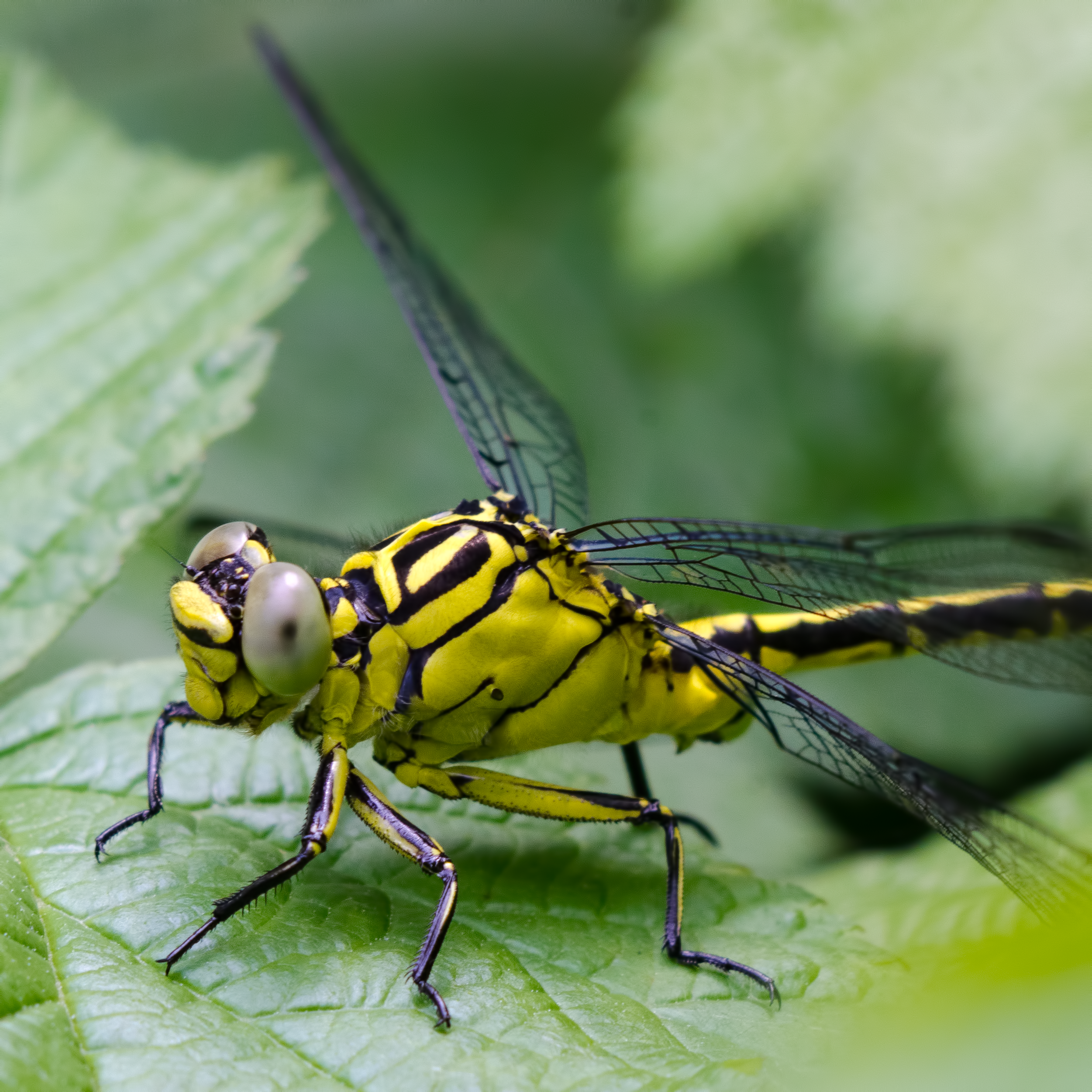
Junges Männchen; später verblasst das Gelb bei den ausgereiften Männchen; die Komplexaugen erscheinen bei diesen außerdem etwas bläulicher

Die Art ist im Vergleich zu anderen Keiljungfern relativ schlank gebaut; sie erreicht eine Körperlänge von 50 bis 55 Millimetern und eine Flügelspannweite von 70 bis 80 Millimetern. Die Beine weisen neben Schwarz auch größere Gelbanteile auf. Markantes Unterscheidungsmerkmal zu anderen Gomphus-Arten ist die Zeichnung der oberen „Brust“ (Thorax) – es befinden sich drei schwarze Streifen auf jeder Seite des vorderen Thoraxabschnittes, die gleich weit voneinander entfernt sind. Entsprechend sind die dazwischen liegenden gelben Flächen ebenfalls als etwa gleich breite Streifen ausgebildet.
Beim adulten Männchen sind die hellen Körperpartien blassgelb bis leicht grünlich ausgeprägt, beim Weibchen dagegen in einem leuchtenden Gelb. Das hintere Abdomen ist bei den Männchen etwas keilartig verbreitert, aber nicht so auffällig keulenförmig verdickt wie z. B. bei der Gemeinen Keiljungfer. Es bestehen Verwechslungsmöglichkeiten mit diversen Keiljungfern, darunter Gomphus pulchellus und Gomphus simillimus.
Die Larven sind durch eine sehr langgezogene Abdomenspitze (Segment S9) gegenüber anderen Gomphiden kenntlich. Ihre Exuvien sind daher auch recht sicher als Art zu identifizieren.

## Verbreitung
Das Hauptverbreitungsgebiet der Art liegt in Osteuropa und Asien. Die Nominatform kommt von Mitteleuropa bis Ostsibirien vor – außerdem besteht ein isoliertes Teilareal in Südwestfrankreich –, südlich tritt sie bis Norditalien und Nordostgriechenland auf. Eine Unterart Gomphus flavipes lineatus besiedelt Kleinasien, den Nahen Osten und Zentralasien, während für Ostsibirien eine dritte Unterart, Gomphus flavipes sibirica, beschrieben wurde.
Die westliche Arealgrenze, also in Mitteleuropa, scheint variabel zu sein und von aktuellen Ausbreitungsvorstößen nach Westen charakterisiert zu werden. Jahrzehntelang galt die Asiatische Keiljungfer etwa in Westdeutschland als ausgestorben; es waren nur noch Vorkommen aus der damaligen DDR zwischen der Elbe und der Oder bekannt. Auch heute sind Bestände an der Spree und der Oder besonders individuenreich. In den letzten Jahren mehren sich allerdings wieder Einzelfunde der Art auch weiter westlich, etwa an der niedersächsischen Aller, verschiedenen Abschnitten des Rheins, der Weser, der Lippe oder auch der niederländischen Maas. Die Elbe kann derzeit aber wohl noch als westliche Grenze des stetigeren Verbreitungsgebietes definiert werden.
In Österreich beherbergen die March von Baumgarten bis zur Mündung in die Donau sowie die Donau-Auen bei Regelsbrunn die dortigen Schwerpunktvorkommen der Art.

## Lebensraum und Lebensweise

### Larven
Die Asiatische Keiljungfer/Eurasische Keulenjungfer besiedelt die mittleren und unteren Läufe großer Flüsse, wo sehr feinkörnige Bodenbestandteile wie Sand, Lehm, Ton und Detritussedimente, manchmal auch Schlamm vorherrschen. Hier benötigen die Larven strömungsberuhigte, unbewachsene, sonnenexponierte Buchten oder Gleithangzonen (ersatzweise auch: Buhnenfelder zwischen Buhnen an teilverbauten Flüssen). Sie halten sich oft im flachen Wasser nahe der Uferlinie auf und verbergen sich dabei eingegraben im Untergrund. Sie sind vor allem nachtaktiv und fressen innerhalb des Sedimentes Kieselalgen, Schlammröhrenwürmer, Zuckmückenlarven und andere Beute, die sie durch aktives Suchen mittels Berührung mit den Antennen aufspüren (die optische Wahrnehmung spielt keine Rolle). Die Larven haben eine meist dreijährige, regional auch vierjährige Entwicklungszeit, wobei sie 14 Häutungsstadien durchlaufen.

### Imagines

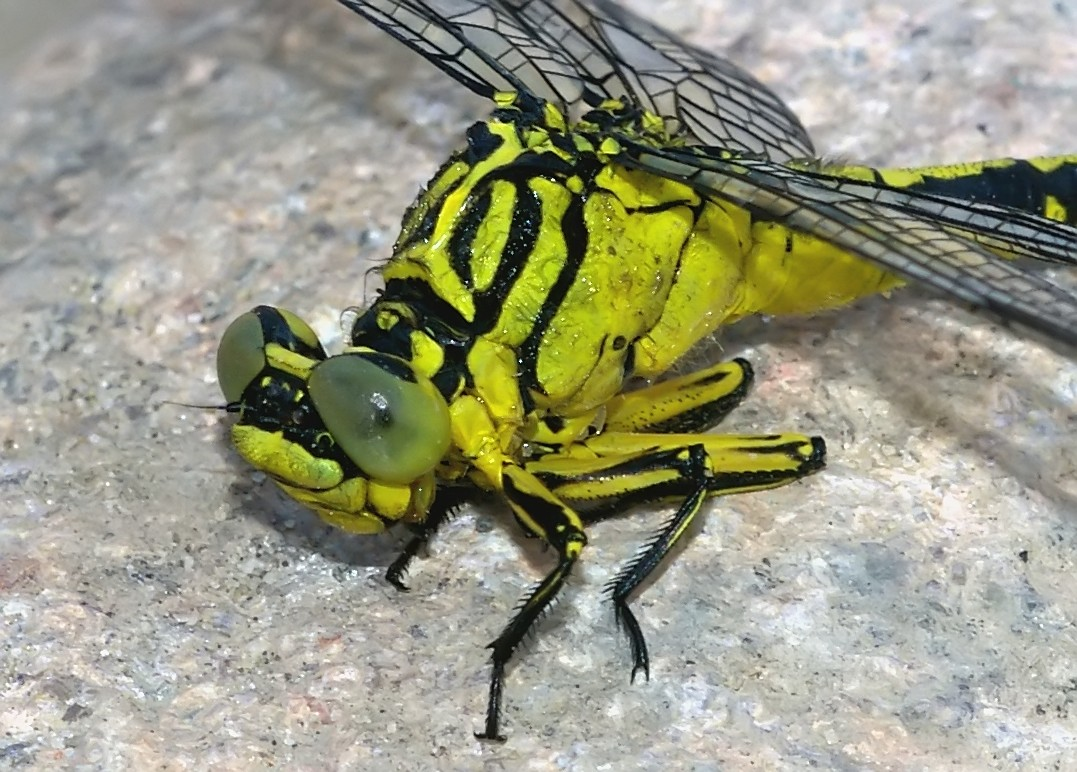
Die jeweils gleichmäßig breiten schwarzen Streifen und gelben Zwischenräume auf dem oberen Thorax gelten als sicherstes Abgrenzungsmerkmal gegenüber anderen Keiljungfern

Die Emergenz (Imaginalhäutung), also das Schlüpfen der umgewandelten Imagines, beginnt in Mitteleuropa zum Monatswechsel Mai/Juni und endet manchmal erst im August. Sie findet jeweils unsynchronisiert über einen längeren Zeitraum statt. Die Flugzeit dauert bis in den September (Oktober).
Der Schlupf erfolgt mitunter nur wenige Zentimeter von der Wasserlinie entfernt an Strukturen jeglicher Art (Pflanzen, Treibholz, Steine etc.). Wegen der Nähe zum Wasser sind die gerade schlüpfenden Tiere empfindlich gegenüber Wellenschlag, wie er beispielsweise durch Schiffsverkehr verursacht wird. Viele werden in dieser Phase aber auch zur Beute von Vögeln, insbesondere offenbar von Stelzen. Der Schlupfvorgang dauert zwischen einer Viertelstunde und einer Stunde und ist damit für eine Großlibelle sehr kurz.
Nach der Emergenz verlassen die jungen Imagines den Gewässerbereich und verteilen sich während einer etwa zweiwöchigen Reifungsperiode in einem Radius von mehreren Kilometern im Umland. Als geschlechtsreife Tiere kehren sie wieder zum Gewässer zurück. Hier halten sie sich nun bevorzugt an sonnigen Sandufern dicht am Wasser auf. Ihre Lebensdauer wird mit 30 bis 40 Tagen angegeben.
Die Paarung wird im Flug begonnen und endet nach fünf bis 25 Minuten sitzend. Anschließend fliegt das Weibchen allein über der Wasseroberfläche in 20 bis 30 Zentimetern Höhe und streift dabei die Eier in rhythmischen Bewegungen ab. Diese sinken auf den Gewässergrund und bleiben mithilfe ihrer klebrigen Gallerte am Sediment haften.

## Gefährdung, Schutz
Die Asiatische Keiljungfer/Eurasische Keulenjungfer ist nach der europäischen FFH-Richtlinie (Anhang IV) eine „streng zu schützende“ Art und entsprechend bspw. nach dem deutschen Bundesnaturschutzgesetz „streng geschützt“. Aufgrund ihrer engen Bindung an nicht oder nur mäßig ausgebaute Flüsse mit natürlicher Gewässer- und Strömungsdynamik sowie naturnahen, unbefestigten Uferstrukturen ist sie in weiten Teilen Mitteleuropas sehr selten geworden oder ganz verschwunden. Gewässerverschmutzung, wasserwirtschaftliche Unterhaltungsmaßnahmen sowie Wellenschlag verursachender Boots- und Schiffsverkehr haben ebenfalls zum Rückgang von Gomphus/Stylurus flavipes beigetragen und gehören nach wie vor zu den Gefährdungsfaktoren.
In Westdeutschland galt die Art im 20. Jahrhundert jahrzehntelang als ausgestorben, während in Ostdeutschland teilweise noch recht abundanzstarke Bestände existieren. Auf der Roten Liste wird die Art in Deutschland derzeit als „ungefährdet“ eingestuft, in Österreich als „CR“ (vom Aussterben bedroht), in der Schweiz lautet die Bewertung: „DD“ (ungenügende Datengrundlage).